# Jed Allan
Jed Allan Brown (ur. 1 marca 1935 w Nowym Jorku, zm. 9 marca 2019 w Palm Desert) – amerykański aktor telewizyjny.

## Życiorys

### Wczesne lata
Urodził się w Nowym Jorku jako syn Celii i Nathana Brownów. Jego dziadkowie byli żydowskimi imigrantami z Rosji. Wychowywał się w nowojorskim Bronksie. Początkowo, podobnie jak jego ojciec, chciał zostać zawodowym muzykiem. Ze względu na swój wzrost (191 cm), miał możliwość rozpocząć zawodową karierę sportową.
W college’u chciał być DJ-em, kiedy nauczyciel zachęcił go do występu w przedstawieniu. W końcu zdobył dyplom na wydziale teatralnym na University of Washington w stanie Waszyngton. Po studiach zaczął brać udział w sesjach zdjęciowych i przesłuchaniach. Był także spikerem radiowym.

### Kariera
W 1958 założył teatr w Waszyngtonie. W 1961 powrócił do Nowego Jorku i wystąpił w kilku produkcjach na Broadwayu, w tym Viva Madison Avenue! (1960), All American (1962), Boso w parku (1963), Oliver! (1963) i The Paisley Convertible (1967).
W 1963 trafił na szklany ekran jako Edward L. Quartermaine w operze mydlanej ABC Szpital miejski (General Hospital). W 1968 zadebiutował na kinowym ekranie w roli Petera Costigana w dramacie sensacyjnym Johna Sturgesa Stacja arktyczna Zebra (Ice Station Zebra) wg powieści Alistaira MacLeana u boku Rocka Hudsona i Ernesta Borgnine.
W 1971 został zatrudniony do roli Dona Craiga w operze mydlanej NBC Dni naszego życia (Days of Our Lives), za którą w 1978 i 1979 zdobył nagrodę Soapy oraz w 1979 był nominowany do Daytime Emmy. Od 8 stycznia 1986 do 15 stycznia 1993 grał postać C.C. Capwella w operze mydlanej NBC Santa Barbara. W operze mydlanej dla młodzieży Fox Beverly Hills, 90210 (1994–1999) wystąpił jako Rush Sanders, ojciec Steve’a (Ian Ziering). I chociaż w ogóle nie był kucharzem, nakręcił z wielkim sukcesem i wydał swój własny film dokumentalny Cookin'-Fun.
28 listopada 2004 ukazała się jego autobiografia Please, Spell the Name Right (wyd. Hardcover).

## Życie prywatne
21 września 1958 ożenił się z dekoratorką wnętrz Toby Brown. Mieli trzech synów: Mitcha (ur. 23 grudnia 1960), który został aktorem, Deana (ur. 1963), prawnika, i Ricka (ur. 1966), pisarza. W 1967 opuścił Wschodnie Wybrzeże i udał się do Hollywood. W 1981 kupił dom Clarka Gable’a Windy Gable i mieszkał tam przez wiele lat, zanim na początku lat 90. przeniósł się do nowego domu do Palm Desert, na wschód od Los Angeles. Mimo intensywnego życia, znalazł czas na swoje hobby: muzykę (fortepian i banjo), podróże, golf i żeglarstwo. W 2001 zmarła jego żona.
Zmarł 9 marca 2019 w swoim domu w Palm Desert w wieku 84 lat.

## Filmografia
- 1963: Szpital miejski (General Hospital) jako Edward L. Quartermaine #3
- 1964: Love of Life jako Ace Hubbard
- 1964–1965: The Secret Storm jako prof. Paul Britton
- 1966: Hawk jako Dewey Mills
- 1966: Stacja arktyczna Zebra (Ice Station Zebra) jako Peter Costigan
- 1968: Lassie jako Mike / pilot wycieczek Jack
- 1968–1969: Lassie jako Scott Turner
- 1971: Columbo jako Phil
- 1973: Marcus Welby, lekarz medycyny jako dr Edmund
- 1974: Kojak jako Eddie Ryan
- 1974: Marcus Welby, lekarz medycyny jako Chris Denby
- 1975: Harry O jako Ted Gillman
- 1976: Brenda Starr jako Roger Randall
- 1977: Ulice San Francisco jako Fred M. Dawes / Dawson
- 1977–1985: Dni naszego życia (Days of Our Lives) jako Donald Jeremiah 'Don' Craig Sr.
- 1978: CHiPs jako Jason
- 1985: Hardcastle i McCormick (Hardcastle and McCormick) jako Laughton
- 1986–1993: Santa Barbara jako C.C. Capwell
- 1994–1999: Beverly Hills, 90210 jako Rush Sanders, ojciec Steve’a
- 2001: Port Charles jako Ed Grant
- 2001: Sześć stóp pod ziemią jako dr Gareth Feinberg
- 2001: Strażnik Teksasu jako Sam Cardinal
- 2002–2003: Port Charles jako Ed Grant
- 2003: CSI: Kryminalne zagadki Miami jako Hal Wilcox